# راه‌آهن پاریس–لیل
راه‌آهن پاریس–لیل (انگلیسی: Paris–Lille railway) یک خط راه‌آهن در فرانسه است که مابین شهرهای پاریس و لیل قرار دارد.
این خط که ۲۵۱ کیلومتر طول دارد در سال ۱۸۴۶ ساخته شده و ایستگاه گار دی نور را به ایستگاه گار ده لیل فلاندر متصل میکند.

## نگارخانه

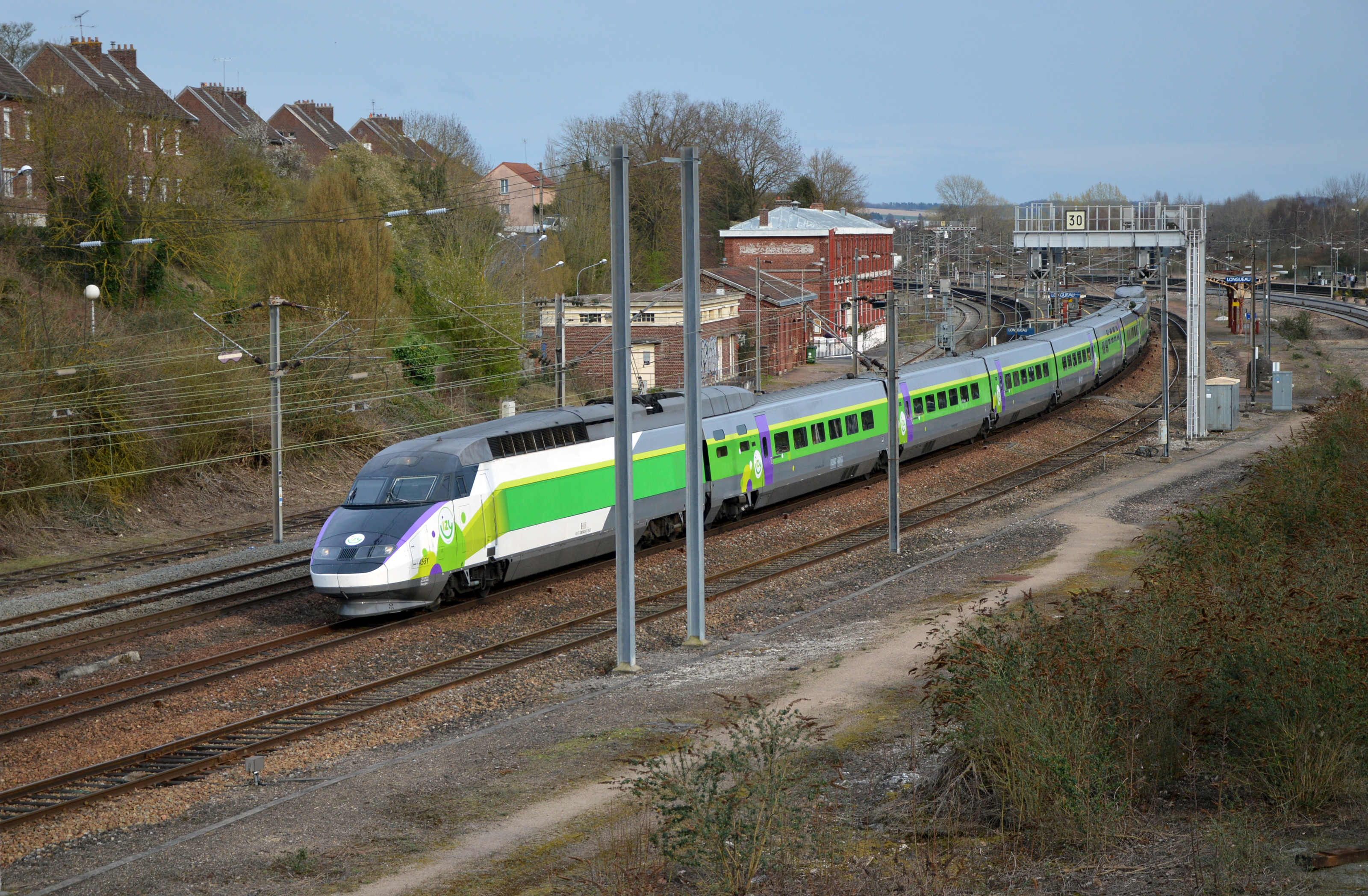
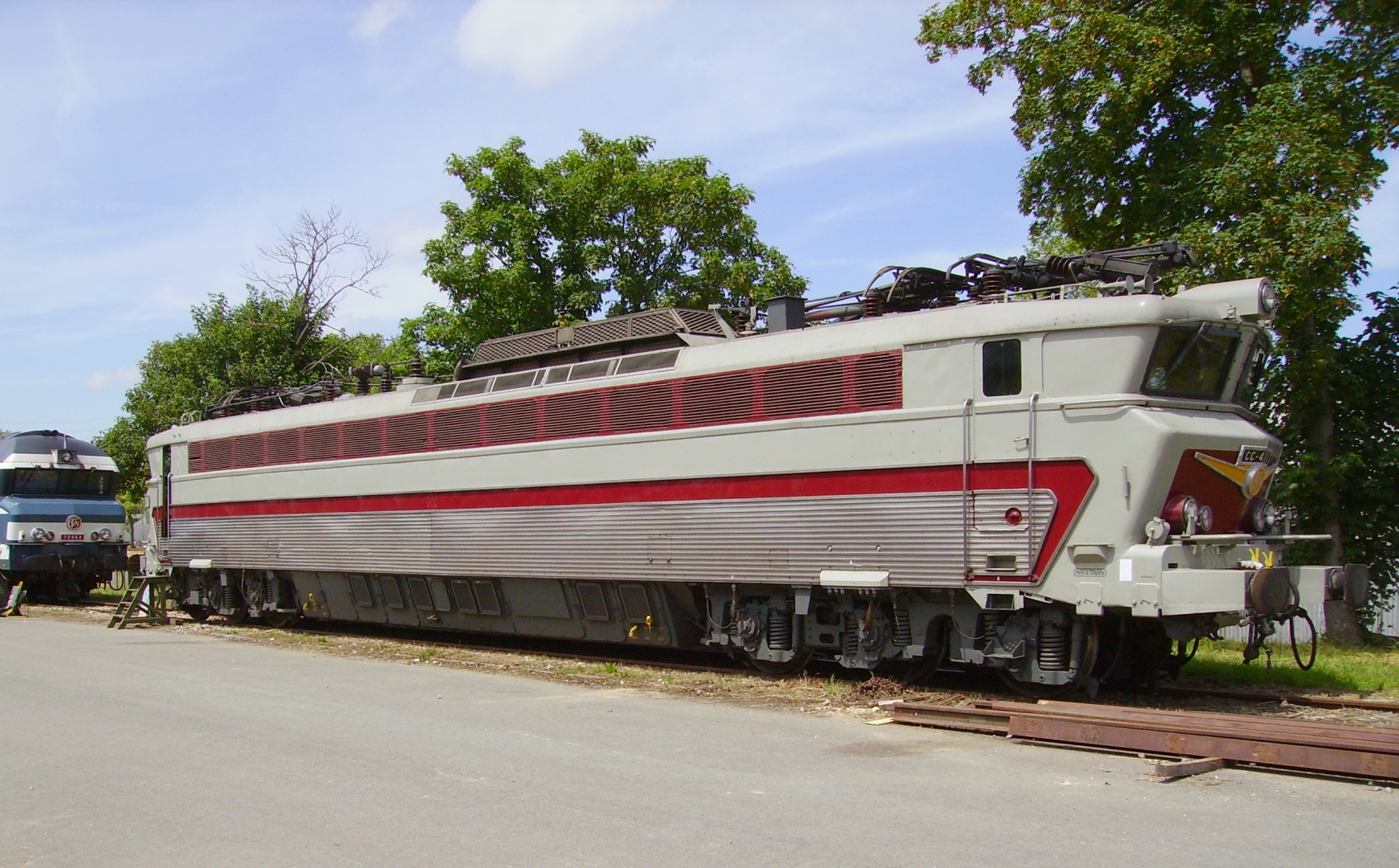
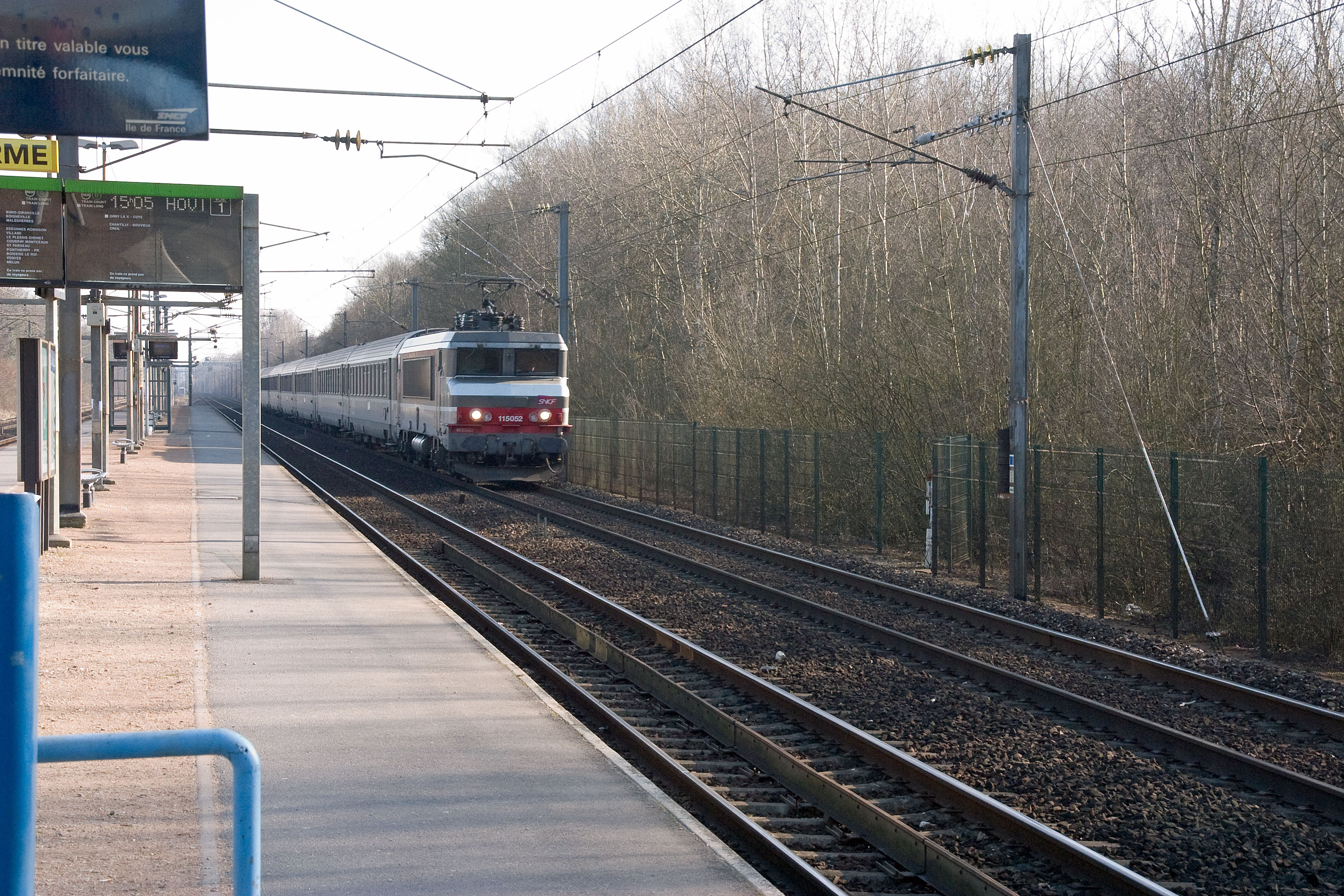
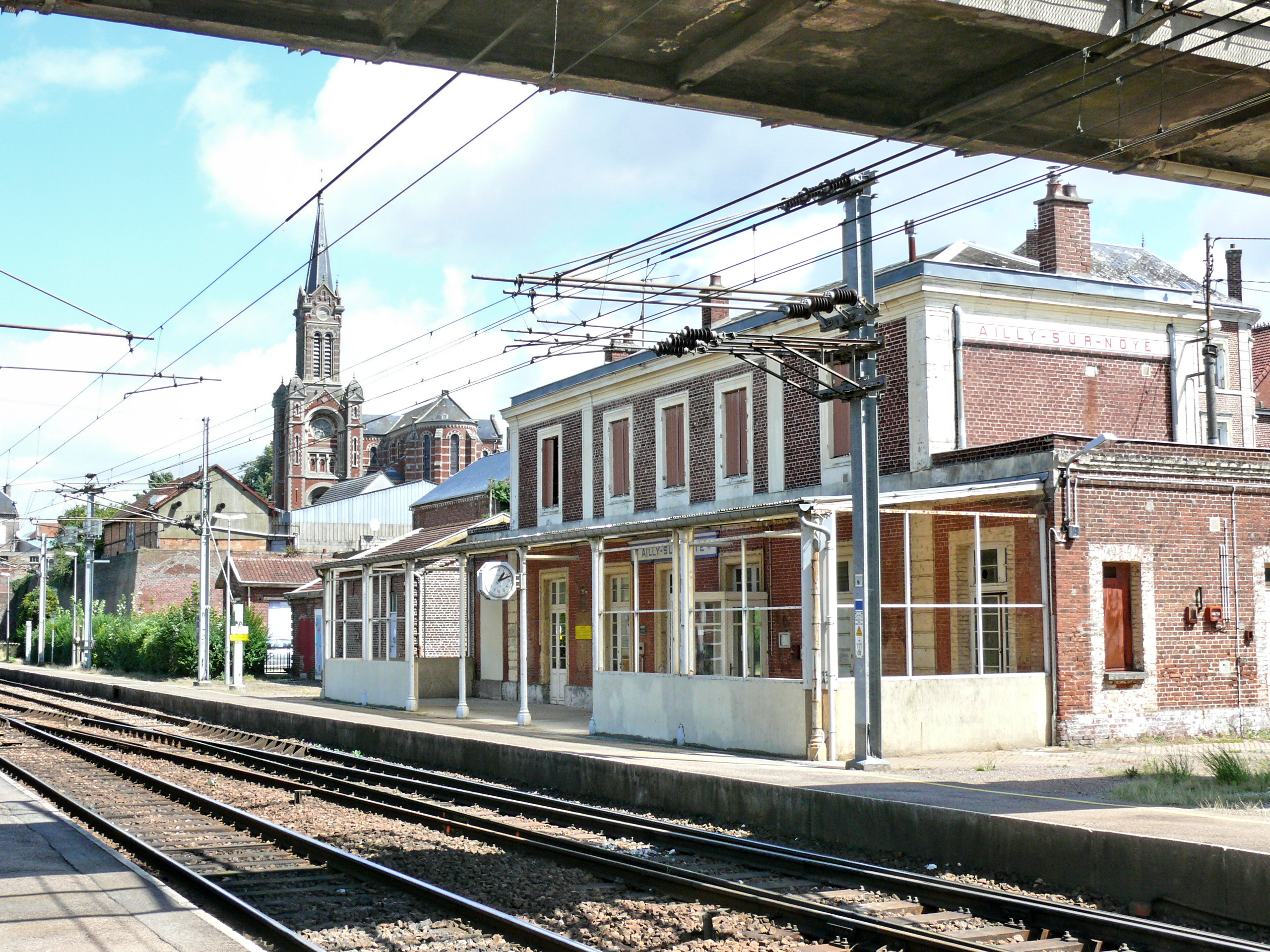
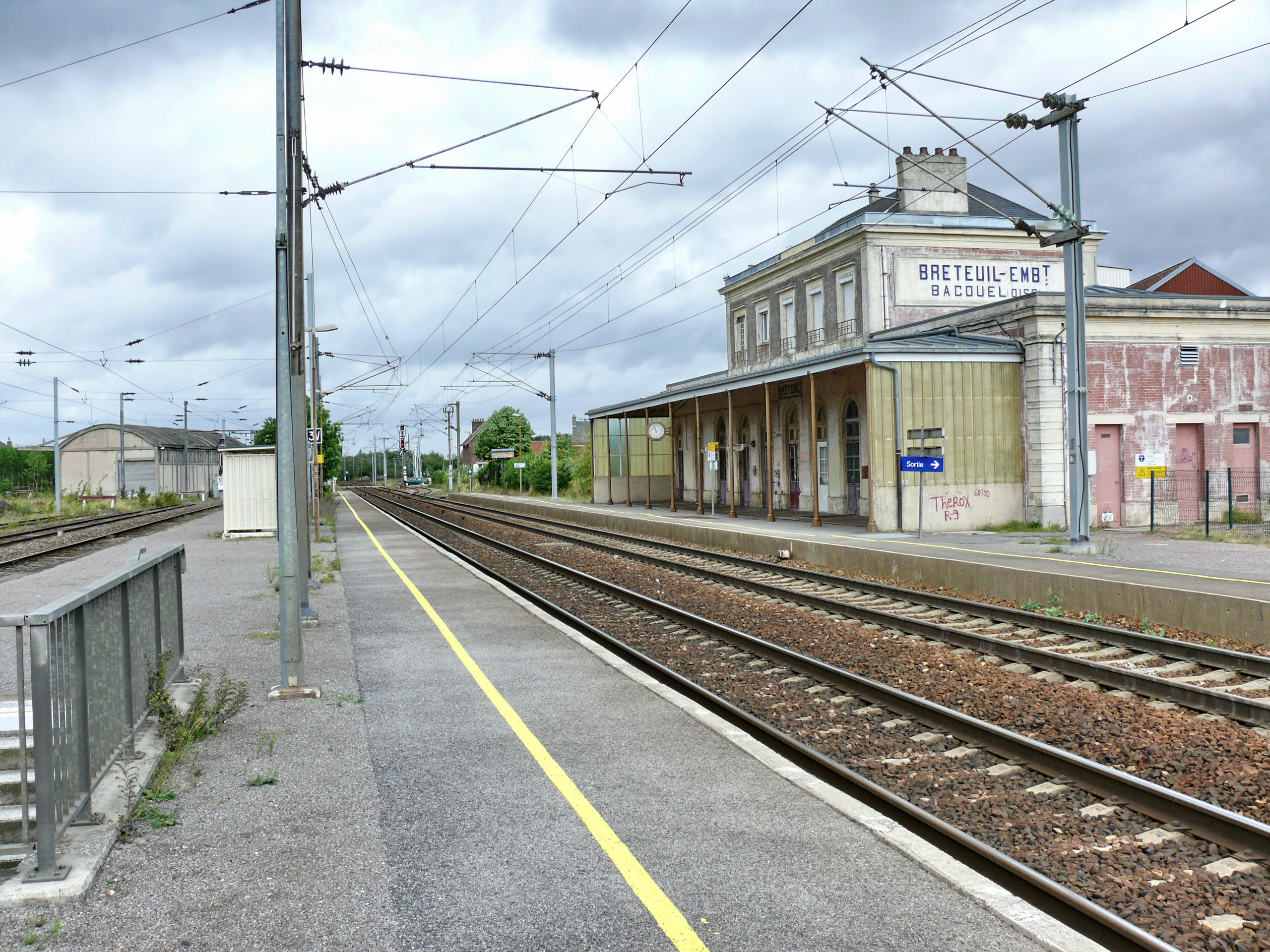